# Physocephala ugandae
Physocephala ugandae är en tvåvingeart som beskrevs av Krober 1915. Physocephala ugandae ingår i släktet Physocephala och familjen stekelflugor.
Artens utbredningsområde är Uganda. Inga underarter finns listade i Catalogue of Life.